# Safari rosso sangue
Safari rosso sangue (Tusks) è un film del 1988 diretto da Tara Moore.
È un film d'avventura statunitense ambientato in Africa con Lucy Gutteridge, Andrew Stevens e John Rhys-Davies.

## Produzione
Il film, diretto da Tara Moore su una sceneggiatura di Tara Moore e John Rhys-Davies, fu prodotto da Keith C. Jones per la Elephant's Child e girato in Zimbabwe

## Distribuzione
Il film fu distribuito negli Stati Uniti nel 1988 con il titolo Tusks.
Alcune delle uscite internazionali sono state:
- in Germania Ovest nel marzo del 1988 (African Amok - Die Jagd nach dem weißen Gold)
- in Portogallo il 29 luglio 1988 (Presas de Marfim)
- in Spagna (La jungla de marfil)
- in Finlandia (Syöksyhampaat)
- in Italia (Safari rosso sangue)

## Critica
Secondo il Morandini il film è caratterizzato da "avventure africane di taglio zoofilo ed ecologico e con un'angolazione femminile che non dipende solo dalla regia".